# Mariama Sylla (actrice)
Pour les articles homonymes, voir Mariama Sylla.
Ne doit pas être confondu avec Mariama Sylla Faye.
Mariama Sylla est une actrice, chanteuse, pédagogue et metteure en scène.
Elle travaille principalement en Suisse romande.

## Biographie
En 1996, elle est diplômée de l’École supérieure d'art dramatique de Genève,. 
Actrice, elle met en scène  Allons enfants voir si la rose est un cheval vu de dos de Joël Bastard au Théâtre Am Stram Gram en 2013, Jean et Béatrice de Carole Fréchette au Théâtre Le Crève-Cœur en 2015 elle a mis en scène  Jean-Luc et de Fabrice Melquiot au Théâtre Am Stram Gram en 2016 et  effectué des doublages pour la télévision.  Maryama Sylla est aussi professeure dans la filière d'art dramatique du Conservatoire de Musique de Genève et responsable pédagogique au Théâtre Am Stram Gram. 
Elle est la chanteuse du groupe Bricojardin depuis 2006.

## Mises en scènes
- 2024 : " La nuit des rois " de William Shakespeare
- 2021 : C'est ça la vie de Willy Dupond, Fabrice Melquiot, comise en scène, Théâtre Am Stram Gram , Genève
- 2019 : Hercule à la plage, F. Melquiot, Festival d'Avignon, Théâtre Am Stram Gram, Genève, tournée en France
- 2016 : Jean-Luc, F. Melquiot, Théatre Am Stram Gram, Genève
- 2015 : Jean et Béatrice, Carole Fréchette, Théâtre du Crève-cœur, Genève
- 2013 : Allons voir si la rose est un cheval vu de dos, Théatre Am Stram Gram

### Actrice
- 2019 : Quartier des banques (série TV), Anne-marie Djourou
- 2017 : Quartier des banques (série TV), Maria
- 2008 : Tierra roja (court métrage)
- 2004 : Bienvenue en Suisse, Amelia